# Rebutia muscula
Rebutia muscula és una espècie de planta suculenta cactàcia. És una planta perenne carnosa, globosa de color verd i amb espines. Les flors són de clor taronja i groc. És endèmica de Bolívia, però s'ha estès per tot el món com planta ornamental